# Oron (Vaud)
Pour les articles homonymes, voir Oron.
Oron est une commune suisse du canton de Vaud, située dans le district de Lavaux-Oron. Elle a été formée le 1er janvier 2012, à la suite de la fusion de dix de ses localités : Bussigny-sur-Oron, Châtillens, Chesalles-sur-Oron, Écoteaux, Les Tavernes, Les Thioleyres, Oron-la-Ville, Oron-le-Châtel, Palézieux et Vuibroye et d'une onzième le 1er janvier 2022 : Essertes.

## Géographie

### Localisation
Oron est située à l'est du canton de Vaud à 60 km au sud-ouest de Berne et à 18 km au nord-est de Lausanne.
Le territoire d'Oron s'étend sur 26,28 km2. Lors du relevé de 2013-2018, les surfaces d'habitations et d'infrastructures représentaient 12,0 % de sa superficie, les surfaces agricoles 68,7 %, les surfaces boisées 18,9 % et les surfaces improductives 0,4 %.

### Cours d'eau
La Broye traverse le territoire communal du sud au nord-ouest. Six affluents s'y jettent :
- la Crottaz au niveau d'Écoteaux ;
- la Teisigne, la Biorde et la Mionne au niveau de Palézieux ;
- le Flon[4] au niveau d'Oron-la-Ville ;
- le Grenet au niveau de Châtillens.

### Forêts
Avec plus de 1,6 km2 de surface, le Bois de l'Erberey est la plus grande forêt de la commune. Traversée par plusieurs chemins et aménagée de plusieurs aire de pique-nique, elle est appréciée par les promeneurs.
Le Bois du Chaney, 0,25 km2, est équipée d'un parcours Vita et on peut y louer un refuge afin d'organiser des événements.

### Transports

#### Gares ferroviaires
- Châtillens
  - Ligne R8 du RER Vaud : Palézieux ↔ Payerne ;
  - Ligne R9 du RER Vaud : Lausanne ↔ Kerzers.
- Oron
  - Ligne R4 du RER Vaud, prolongée six fois par jour : Allaman ↔ Romont.
- Palézieux
  - Trafic régional
    - Ligne R4 du RER Vaud : Allaman ↔ Palézieux ;
    - Ligne R5 du RER Vaud : Grandson ↔ Palézieux ;
    - Ligne R8 du RER Vaud : Palézieux ↔ Payerne ;
    - Ligne R9 du RER Vaud : Lausanne ↔ Kerzers ;
    - Ligne S50 du RER Fribourg : Palézieux ↔ Montbovon ;

  - Trafic national
    - Ligne CFF Lausanne ↔ Berne.
- Palézieux-Village
  - Ligne R8 du RER Vaud : Palézieux ↔ Payerne ;
  - Ligne R9 du RER Vaud : Lausanne ↔ Kerzers.

#### Bus
Les localités de la commune sont desservies par le réseau de bus de CarPostal, des Transports publics fribourgeois et des VMCV.

## Toponymie
On trouve une première mention de Uromago vers 280. Sur des cartes militaire de l'Empire romain du IVe siècle, Oron-la-Ville est mentionnée Viromagus ou Uromagus (le marché aux bœufs). En 1018, elle est inscrite comme Auronum et Oron-le-Châtel en 1137 comme Oruns.

## Histoire

Vue aérienne (1958).

Dès septembre 2006, l'idée d'une fusion entre les 11 communes de Bussigny-sur-Oron, Châtillens, Chesalles-sur-Oron, Écoteaux, Les Tavernes, Les Thioleyres, Maracon, Oron-la-Ville, Oron-le-Châtel, Palézieux et Vuibroye est lancée. Entre 2007 et 2008, une enquête est menée auprès des habitants qui se révèlent favorables au projet. Les différents Conseils généraux et communaux accordent des crédits d'étude pour le projet et un comité de pilotage est créé. L'étude stratégique et opérationnelle se déroule de novembre 2008 à mai 2010. Cependant, en mai 2010, le Conseil général de Maracon décide, par 60% des voix, de se retirer de la fusion.
La convention de fusion est adoptée le 28 juin 2010 par les législatifs des dix communes restantes. Le 28 novembre 2010, la population accepte par 78 % de votes favorables la fusion de leurs communes afin de créer au 1er janvier 2012 la commune d'Oron.
Le 29 janvier 2019, le Conseil général de la commune d’Essertes a accepté le principe d’engager des pourparlers en vue d’une fusion avec la commune d’Oron. Les deux municipalités travaillent dès lors sur un projet de convention de fusion. Le 28 septembre 2020, la convention est acceptée par le Conseil communal d'Oron et le Conseil général d'Essertes. L'objet est soumis au vote de la population des deux communes le 29 novembre 2020 qui l'acceptent à près de 88 % des voix. La fusion est mise en œuvre le 1er janvier 2022.

## Politique et administration

### Conseil communal
Le Conseil communal, représentant le pouvoir législatif, est composé de 60 membres élus selon le système proportionnel jusqu'en 2021. En raison de la fusion avec Essertes, la Conseil est depuis 2022 composé de 65 membres.
| Législature | Grindor | PLR, UDC et indépendants | PS et sympathisants | Les Vert-e-s | Entente 1078 |
| ----------- | ------- | ------------------------ | ------------------- | ------------ | ------------ |
| 2016-2021   | 14      | 32                       | 14                  | -            | -            |
| 2022-2026,  | 12      | 30                       | 12                  | 7            | 4            |

### Municipalité
La Municipalité, représentant le pouvoir exécutif, est composée de 7 membres élus selon le système majoritaire.

### Liste des syndics
- 2012–2021 : Philippe Modoux (UDC) ;
- dès 2022 : Olivier Sonnay.

### Députés au Grand conseil du canton de Vaud
La commune compte une députée au sein de l'organe législatif cantonal lors de la législature 2022-2027, Monique Ryf (PS).

### Jumelages
Bien que la commune d'Oron ne soit, en soi, pas jumelée avec une autre commune, deux de ses localités le sont. Ces jumelages datent d'avant la fusion de 2012 :
- Palézieux avec  Vers-Pont-du-Gard (France) depuis 1990 ;
- Oron-la-Ville avec  Bussac-sur-Charente (France) depuis mai 1981.

## Population  et société

### Surnom
La commune fusionnée a repris le gentilé et le sobriquet des habitants d'Oron-la-Ville, soit respectivement les Oronais et les Coqs.

### Démographie

#### Évolution de la population
| 2011 | 2012 | 2013 | 2014 | 2015 | 2016 | 2017 | 2018 | 2019 | 2020 |
| ---- | ---- | ---- | ---- | ---- | ---- | ---- | ---- | ---- | ---- |
| 4659 | 4868 | 5077 | 5202 | 5309 | 5423 | 5461 | 5501 | 5569 | 5664 |

#### Pyramide des âges
En 2023, le taux de personnes de moins de 30 ans s'élève à 34,9 %, similaire à la valeur cantonale (34,6 %). Le taux de personnes de plus de 60 ans est quant à lui de 23,1 %, alors qu'il est de 22,5 % au niveau cantonal.
La même année, la commune compte 3 007 hommes pour 3 166 femmes, soit un taux de 48,7 % d'hommes, inférieur à celui du canton (49,1 %).
| Hommes | Classe d’âge | Femmes |
| ------ | ------------ | ------ |
| 0,6    | 90 ans ou +  | 1,5    |
| 6,2    | 75 à 89 ans  | 7,7    |
| 15,0   | 60 à 74 ans  | 15,2   |
| 20,1   | 45 à 59 ans  | 20,5   |
| 22,3   | 30 à 44 ans  | 21,2   |
| 17,5   | 15 à 29 ans  | 16,4   |
| 18,4   | - de 14 ans  | 17,5   |

| Hommes | Classe d’âge | Femmes |
| ------ | ------------ | ------ |
| 0,6    | 90 ans ou +  | 1,4    |
| 6,5    | 75 à 89 ans  | 8,7    |
| 13,5   | 60 à 74 ans  | 14,3   |
| 20,9   | 45 à 59 ans  | 20,9   |
| 22,3   | 30 à 44 ans  | 21,7   |
| 19,6   | 15 à 29 ans  | 17,7   |
| 16,6   | - de 14 ans  | 15,3   |

### Éducation
L'établissement primaire et secondaire Oron-Palézieux dispense l'enseignement obligatoire du degré primaire et secondaire I. L'établissement dispose de trois bâtiments scolaires pour le degré primaire à Oron-la-Ville et Palézieux-Village et un pour le secondaire à Oron-la-Ville.

### Sports
La commune dispose de trois terrains de football en gazon, dont un homologué pour la 2e ligue et un pour la 3e ligue.
Elle est également équipée de trois salles de sports, d'une piste d'athlétisme en tartan, d'infrastructure pour le saut en longueur et de terrains de pétanque.
Chaque hiver, une patinoire synthétique est installée à Oron-la-Ville.
Oron a accueilli en 2021 le prologue du Tour de Romandie (contre-la-montre), et en 2024 la troisième étape du même tour (contre-la-montre).

### Médias
Le Courrier Lavaux-Oron-Jorat est un hebdomadaire édité à Oron-la-Ville. Il sert de feuille d'annonces à certaines communes du district de Lavaux-Oron.

## Économie

### Entreprises

#### Grande distribution
Les principales entreprises suisses du marché sont présentes à Oron : Aldi ; Coop ; Denner ; Landi ; Migros.

#### Industries
- Le groupe Tryba, spécialisé dans la menuiserie, a son siège suisse à Oron-la-Ville ainsi qu'un site de production à Palézieux ;
- Fluid Automation System (FAS), leader en électrovannes miniatures et propriété de IMI plc, possède une usine à Palézieux ;
- Robapharm, propriété des laboratoires Pierre Fabre, a une usine à Palézieux.

### Institutions publiques
L'Établissement de détention pour mineurs et jeunes adultes (EDM) « Aux Léchaires » a été inauguré en 2013 à Palézieux. Cet établissement pénitentiaire permet d’accueillir des femmes et des hommes âgés de 10 à 22 ans sous le coup d'une décision relative au Droit pénal des mineurs (DPMin) et, depuis 2016, des hommes âgés de 18 à 22 ans sous le coup d'une décision relative au Code pénal (CP). À son inauguration, il est l'un des premiers établissements du genre en Suisse romande.

## Culture et patrimoine

### Monuments et sites
Sont inscrits dans la commune comme biens culturels suisses d'importance nationale :
| Photo | Objet                                     | Type | Type | Type | Type | Type | Type | Type | Localité       | Coordonnées                 |
| Photo | Objet                                     | A    | Arch | B    | E    | M    | O    | S    | Localité       | Coordonnées                 |
| ----- | ----------------------------------------- | ---- | ---- | ---- | ---- | ---- | ---- | ---- | -------------- | --------------------------- |
|       | Église réformée                           |      |      |      | E    |      |      |      | Oron-la-Ville  | 46° 34′ 14″ N, 6° 49′ 38″ E |
|       | Château et bibliothèque du château d'Oron |      |      | B    |      |      | O    |      | Oron-le-Châtel | 46° 34′ 28″ N, 6° 50′ 14″ E |
|       | Abbaye cistercienne de Haut-Crêt          | A    |      |      |      |      |      |      | Les Tavernes   | 46° 33′ 08″ N, 6° 48′ 19″ E |

Une partie du village d'Oron-le-Châtel est inscrite à l'Inventaire fédéral des sites construits à protéger en Suisse.

### Manifestations
- Comptoir Région Oron, une année sur deux ;
- Foire aux oignons, le deuxième week-end d'octobre ;
- L'Amérique à Oron, festival de littérature américaine.
- Prologue du Tour de Romandie 2020, reporté en 2021 en raison de la pandémie de maladie à coronarivus. Il fut remporté par Rohan Dennis.

### Musée et lieu d'exposition
- Château d'Oron.

### Cinéma
- Cinéma d'Oron.

### Personnalités liées à la commune
- Henri Guisan, général commandant en chef de l'Armée suisse lors de la Seconde Guerre mondiale, a habité et exploité un domaine agricole à Chesalles-sur-Oron de 1896 à 1907[30].
- Famille d'Oron qui ont construit le château et ont régné sur la seigneurie d'Oron de env. 1215 à 1388 :
  - Rodolphe Ier d'Oron ;
  - Rodolphe II d'Oron ;
  - Rodolphe III d'Oron ;
  - Girard III d'Oron ;
  - François Ier d'Oron.
- Jean-Nicolas Pache, homme politique français, révolutionnaire et Maire de Paris, est originaire, par son père, d'Oron.

### Héraldique
| Blason de Oron | Blason  | De gueules au lion accompagné de dix billettes mises en orle, le tout d'or.                                                                           |
| Blason de Oron | Détails | Les dix billettes représentent les 10 communes lors de la première fusion en 2012. Les armoiries de la commune sont approuvées par le canton de Vaud. |